# Olympische Winterspiele 2014/Teilnehmer (Monaco)
| Gelbes Symbol für Goldmedaillen mit stilisierten Olympischen Ringen | Graues Symbol für Silbermedaillen mit stilisierten Olympischen Ringen | Braundes Symbol für Bronzemedaillen mit stilisierten Olympischen Ringen |
| ------------------------------------------------------------------- | --------------------------------------------------------------------- | ----------------------------------------------------------------------- |
| —                                                                   | —                                                                     | —                                                                       |

Monaco nahm an den Olympischen Winterspielen 2014 in Sotschi mit fünf Athleten in zwei Sportarten teil. Fahnenträger der monegassischen Delegation bei der Eröffnungszeremonie war Olivier Jenot.

## Sportarten

### Bob
| Männer - Patrice Servelle (Zweierbob) - Sébastien Gattuso (Zweierbob) |

Als Ersatzmann wurde Rudy Rinaldi nominiert.

### Ski Alpin
| Frauen - Alexandra Coletti | Männer - Arnaud Alessandria - Olivier Jenot |